# È piccolo, è bionico, è sempre Gadget
È piccolo, è bionico, è sempre Gadget (Gadget Boy & Heather) è una serie televisiva a cartoni animati prodotta da DiC Entertainment, France Animation nel 1995. Il protagonista è un bambino che, come l'ispettore Gadget, allunga i propri arti, gonfia la propria giacca, ed è munito di una serie infinita di congegni. Viene trasmesso negli Stati Uniti in syndication dal 9 settembre 1995 (in seguito la seconda stagione viene mandata in onda su The History Channel) ed in Francia su M6 dal 25 ottobre dello stesso anno. In Italia la prima stagione viene trasmessa su Rete 4 dal 3 agosto 1998 all'interno del contenitore Game Boat.

## Trama
Gadget Boy è un bambino detective con una personalità simile a quella dell'ispettore Gadget, e come la sua controparte originale, possiede gadget high-tech e braccia e gambe estensibili e, sempre come Gadget, Gadget Boy viene salvato da Heather, una agente di 20 anni che qui funge da controparte a Penny. Ad assisterlo vi è anche il cane robotico G-9, che funge da "cervello" della serie. L'antagonista principale di questa serie è la terribile, infida e sfortunata strega-ragno con la maschera, dotata di sei braccia chiamata Spydra che è accompagnata dall'avvoltoio Boris.

## Episodi

### Stagione 1
1. Gadget Boy in Egitto (Raiders of the Lost Mummies)
2. Dalla Russia con amore (From Russia with Gadget Boy)
3. Giorno dopo giorno, bolla dopo bolla (Don't Burst my Bubble)
4. Gadget Boy a Giocattolandia (Gadget Boy in Toyland)
5. Una sorta di balletto (Gadget Boy and the Wee Folk)
6. Attori per un giorno (You Oughtta Be in Pictures)
7. Il Gadget Boy illuminato (All That Gadgets Is Not Glitter)
8. La grande corsa (Gadget Boy and the Great Race)
9. La nave dei folli (Gadget Boy and the Ship Fools)
10. La quiete prima del freddo (Gadget Boy and the Uncommon Cold)
11. L'incontro con Dabble (Double Double Toil and Dabble)
12. Uno squadrone per Gadget Boy (Gadget Boy Squadron)
13. Gadget Boy guardia del corpo (My Gadget Guard)
14. I tesori di Sierra Gadget (Treasure of the Sierra Gadget)
15. Una gang per Gadget Boy (Gadget Boy and the Dumpling Gang)
16. Il giorno in cui Gadget Boy diventò ricco (The Day the Gadget Boy Stood Still)
17. Salviamo la Statua della Libertà (Monumental Mayhem)
18. Spydra strega giurassica (Jurassic Spydra)
19. La mini-avventura di Gadget Boy (Gadget Boy's Tiniest Adventure)
20. Potere di Babble (Power of Babble)
21. Pirata dell'aria (Pirate of the Airwaves)
22. Per tutte le clave e per tutti i denti (Jaws and Teeth)
23. Gadget Boy e il caso delle otto mani (Eight Hands are Quicker Than Gadget Boy)
24. Boris per Presidente (Boris for President)
25. Operazione anti-ragnatela (All Webbed Up, Nowhere to Go)
26. Boris avvoltoio regnante (Vulture of the Bride)

### Stagione 2
1. L'atterraggio di Boris (The Vulture Has Landed)
2. Troppo vento (The Long and Winding Wall)
3. Una torcia per Gadget Boy (For Whom the Torch Rolls)
4. Il volo di Madame Spydra (Madame Spydra Fly)
5. L'era glaciale (An Ice Age Runs Through It)
6. Gadget Boy e i tre moschettieri (The Three Gadgeteers)
7. Ore calde nelle vecchie caverne (Hot Time in Old Caves)
8. Dalla terra dei canguri con amore (Bionic Blunder from Down Under)
9. Gadget Boy, assemblaggio completato (Some Assembly Required)
10. Gadget Boy e Frankenstein (Gadget-Stein)
11. Boris e la stazione di ghiaccio (Ice Station Vulture)
12. Ragnatele e Preghiere (Coming In on a Web and Prayer)
13. Il mondo incantato di Gadget Boy (All's Fair at the World Fair)
14. Una balena per Gadget Boy (A Whale of a Sail of a Tail)
15. Una possibilità estinta (An Extinct Possibility)
16. Un cavaliere da ricordare (A Knight to Remember)
17. Problemi di risate (No Laughing Matter)
18. Non è facile stare al verde (It's Not Easy Staying Green)
19. Gadget Boy fachiro d'Oriente (Just Fakir-Ing It)
20. Boris conquista il West (Go West Young Vulture)
21. Cose che volano (These Are a Few of My Favourite Flying Things)
22. La valle di Boris (Valley of the Vulture)
23. Gadget Boy e la terra del tempo mancato (The Time Land Forgot)
24. Tre cervelli in una fontana (Three Brainiacs in a Fountain)
25. Il Natale intorno al mondo di Gadget Boy (A Gadget Boy Christmas All Around the World)
26. Torna Boris cade Spydra (Back to the Vulture)

## Doppiaggio
| Personaggio | Doppiatore originale | Doppiatore italiano  |
| ----------- | -------------------- | -------------------- |
| Gadget Boy  | Don Adams            | Pietro Ubaldi        |
| Heather     | Tara Strong          | Elisabetta Spinelli  |
| Stromboli   | Maurice LaMarche     | Enrico Bertorelli    |
| Spydra      | Stevie Vallance      | Maria Teresa Letizia |